# Бартул Чулић
Бартул Чулић (6. март 1907 — 30. април 1948) био је југословенски фудбалер, играо је на позицији голмана.

## Каријера
Са 16 година је почео да брани за екипу Ускок из Сплита. Као талентовани голман прешао је у Борац (како се једно време звао РНК Сплит). Привукао је пажњу најпознатијег сплитског клуба Хајдука. За сплитски Хајдук бранио је од 1926. до 1939. године на 285 званичних утакмица. Налази се на петом месту списка голмана Хајдука са највише наступа у историји иза Вукчевића, Анте Вулића, Беаре и Пудара. Са Хајдуком је освојио два првенства 1927. и 1929. године. По занимању је био столарски радник.
За репрезентацију Краљевине Југославије је бранио на 10 утакмица. Дебитовао је 29. октобра 1931. године против Пољске, а од дреса са државним грбом се опростио 1. јануара 1935. против Румуније (резултат 4:0) за Балкански куп, када је југословенска репрезентација освојила победнички трофеј. Најбољу партију у државном тиму пружио је 1934. против Бразила у Београду (8:4).
Преминуо је у 41 години, 30. априла 1948. у Загребу од туберкулозе, у болници на Сљемену.

## Успеси
- Хајдук Сплит
  - Првенство Југославије: 1927, 1929.